# جيمس ماكغي (مؤلف)
جيمس ماكغي (بالإنجليزية: James McGee)‏ (11 أغسطس 1950 في المملكة المتحدة)؛ كاتِب ومؤلِّف وروائي بريطاني.